# 苏力坦·加依纳克
苏力坦·加依纳克（1979年—），新疆乌恰人，柯尔克孜族，中华人民共和国政治人物、第十二届全国人民代表大会新疆地区代表。
毕业于克州电大法律专业。加入中国共产党。2013年，担任全国人大代表。